# 沈志远

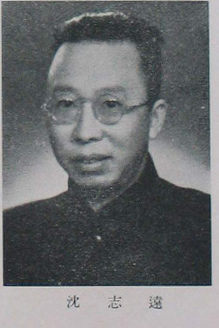
沈志遠近照

沈志远（1902年—1965年），原名沈会春，曾用名沈观澜、沈任重、王剑秋，萧山县昭东长巷村人。中国近代政治人物。

## 生平
沈志远1902年出生于浙江萧山，原名会春。1913年至杭州，入浙江第一师范附属模范小学，1916年升入省立一中初中。因参与“五四”运动，被学校劝退。后至上海交通大学附属中学，并结识了时就读于大学部的侯绍裘。沈志远进入入交通大学附中后，在校内相当活跃。求学期间，他加入了“南洋学会”，同时亦积极在校刊《南洋周刊》上发表文章。1922年，他在《南洋周刊》第二卷第四号发表译文《青年与事业》，此文译自美国《成功》杂志（The Success）上马尔腾博士（Mr. Marden）的《Are you Building Status of Snow？》一文，要青少年勿求安稳，应尽力发挥自己最大能力，挑战自我。1922年，沈志远中学毕业，无力升学，回绍兴，在其叔父沈肃文任校长的绍兴第一中学教英文。不久，学校解散。1924年8月，沈志远至侯绍裘主持的松江景贤女中教书。9月，军阀卢永祥、齐燮元开战，波及松江景贤女中，学校被迫延迟开学。年底战事又起，学校只得搬迁上海。初级中学部分学生并入上海大学附中。侯绍裘也于1925年2月22日，受聘任上海大学中学部主任。沈志远也随侯绍裘進入上大附中任教。
1925年，经侯绍裘介绍加入中国共产党，并进入莫斯科中山大学学习。1929年6月，考取莫斯科共产主义科学院中国问题研究所研究生。1931年12月16日，沈志远回到上海。从1932年初至1933年6月，先后担任中共江苏省文委委员和中央文委委员。在此期间，先后担任社会科学家联盟（社联）的委员、常委，参与编辑《研究》杂志。1933年，任教于暨南大学。1936年8月，受李达之邀，到北平大学法商学院任经济系主任。1938年，被解聘後在重庆担任生活书店总编辑。1940年10月，“皖南事变”后，经周恩来的安排，沈志远与一批文化界进步人士疏散至香港。1944年，加入中国民主同盟，并被选为民盟中央委员。
。在港除了担任民盟工作和主编《理论与现实》外，还在达德学院任经济系主任兼教授。1948年1月民盟一届三中全会在香港举行，通过了《三中全会宣言》等文件，這标志着民盟摒弃 “中间路线”。沈志远成为沈钧儒的得力助手。据千家驹回忆，《三中全会宣言》是沈志远起草的。
中华人民共和国成立后，担任燕京大学教授、中央人民政府文化教育委员会委员、中国人民银行顾问等。1955年，中国科学院成立四个学部，沈志远当选哲学社会科学部委员，成了上海唯一当选学部委员的经济学家。1956年，为了迎接经济建设高潮和向科学进军，中央决定在经济最发达的华东地区的上海，建立“中国科学院上海经济研究所”（当时上海社科院还未成立），任命沈志远为该所的筹备主任。1957年被劃為右派下放改造，結束後也數次遭到批判，1965年1月26日，沈志远心肌梗塞病发突然辞世。

## 著作
著有《新经济学大纲》、《现代哲学的基本问题》、《黑格尔与辩证法》、《计划经济学大纲》、《辩证唯物论与历史唯物论》等。